# 15041 Paperetti
15041 Paperetti eller 1998 XB5 är en asteroid i huvudbältet som upptäcktes den 8 december 1998 av de båda italienska astronomerna Andrea Boattini och Luciano Tesi vid San Marcello-observatoriet. Den är uppkallad efter den italienska amatörastronomen Emiliano Paperetti.
Asteroiden har en diameter på ungefär 3 kilometer.